# El Rey (sèrie de televisió)
El Rey va ser una minisèrie de televisió d'Espanya, emesa per Telecinco durant la tardor de 2014.

## Argument
La sèrie recrea la biografia del rei d'Espanya Joan Carles I, entre el 1948 i el 1993.

## Producció
La sèrie es va gravar entre el novembre de 2012 i l'11 de febrer de 2013. No obstant, no es va emetre fins 20 mesos després de la finalització del rotadge.
La sèrie es va rodar en alguns dels espais on realment va transcórrer la vida de Joan Carles de Borbó, destacant-hi les ciutats d'Estoril (concretament, la residència del rei emèrit, Villa Giralda), Sant Sebastià, Bilbao, El Puerto de Santa María o El Escorial.

## Episodis i audiències
| 1               | «El Rey 1948-1960 (Primera part)» | 28 d'octubre de 2014   | 2 596 000 (14,3%) |                   |                   |
| 2               | «El Rey 1961-1969 (Segona part)»  | 4 de novembre de 2014  | 2 269 000 (12,8%) |                   |                   |
| 3               | «El Rey 1969-1993 (Tercera part)» | 11 de novembre de 2014 | 1 931 000 (10,7%) |                   |                   |
| Audiència mitja | Audiència mitja                   | Audiència mitja        | 2 265 000 (12,6%) | 2 265 000 (12,6%) | 2 265 000 (12,6%) |

## Especials derivats de la sèrie
| Episodi | Títol                  | Data d'emissió         | Audiència         |
| ------- | ---------------------- | ---------------------- | ----------------- |
| 1       | «Un rehén desde niño»  | 28 d'octubre de 2014   | 1 029 000 (16,5%) |
| 2       | «El sucesor de Franco» | 4 de novembre de 2014  | 827 000 (15,0%)   |
| 3       | «El primer demócrata»  | 11 de novembre de 2014 | 713 000 (12,3%)   |

## Repartiment
- Fernando Gil com a Joan Carles[2]
- Cristina Brondo com a Sofia
- Enrique Aragonés com a Joan Carles nen
- Patrick Criado com a Joan Carles adolescent
- José Luis García Pérez com a Joan de Borbó
- Marta Belaustegui com a Maria de la Mercè de Borbó-Dues Sicílies
- Maite Blasco com a Victòria Eugènia de Battenberg
- Adriana Torrebejano com a Olghina de Robillant
- Francisco Merino com a Francisco Franco
- Mariana Cordero com a Carmen Polo
- Juan Fernández com a Laureano López Rodó
- Juanma Lara com a Pedro Sainz Rodríguez
- Carmen Sánchez com a Helena de Borbó
- Carlota Álvarez com a Cristina de Borbó
- Arnau García com a Felip de Borbó
- Francesc Pagès com a Adolfo Suárez
- Javier Cidoncha com a Alfons de Borbó
- Francesc Orella com a Carlos Arias Navarro
- Gary Piquer com a Torcuato Fernández-Miranda